# Église Notre-Dame d'Estoublon
L'église Notre-Dame est une église située à Estoublon, en France.

## Localisation
L'église est située sur la commune d'Estoublon, dans le département français des Alpes-de-Haute-Provence.

## Historique
L'édifice est inscrit au titre des monuments historiques en 1926.